# Голод у Галичині

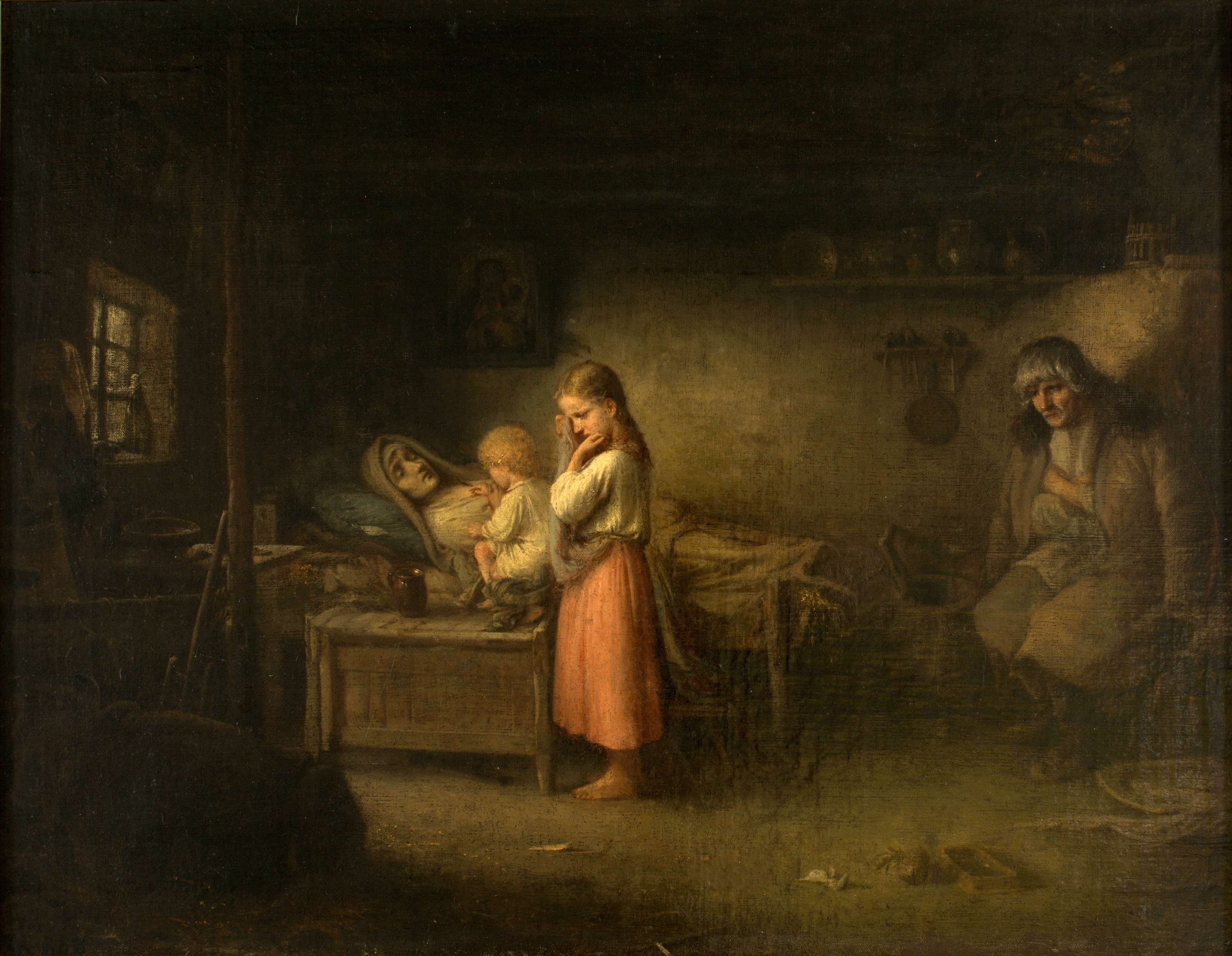
«Матула померла», картина Олександра Коциса, 1868 р.

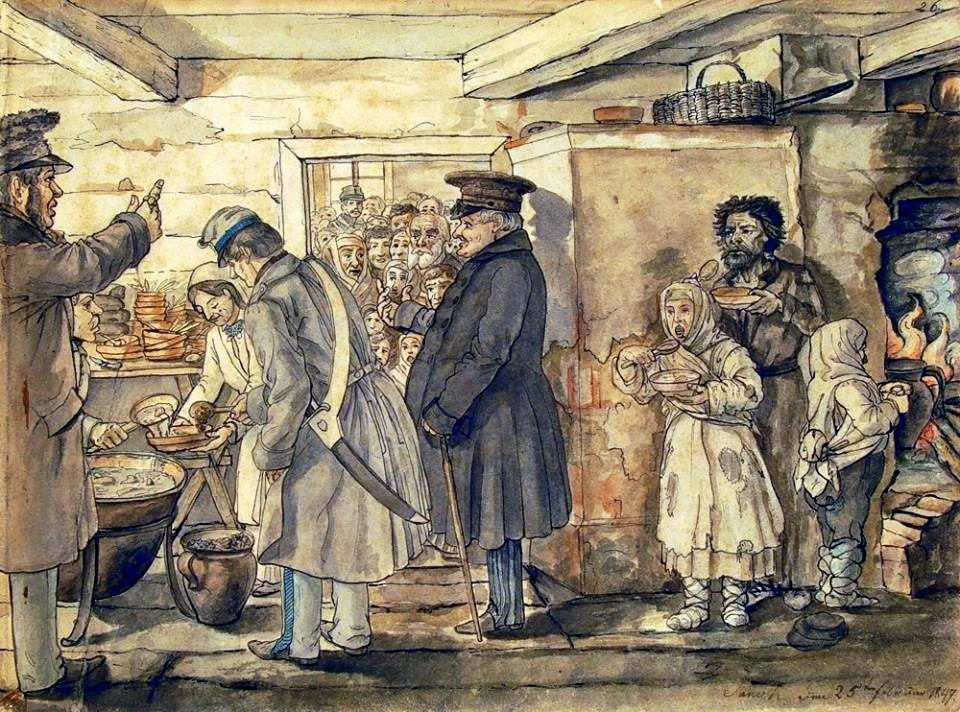
Картина Яна Ґнєвоша: Роздача окружними офіцерами їжі серед найбідніших у Сяноку, 24 жовтня 1847 р.

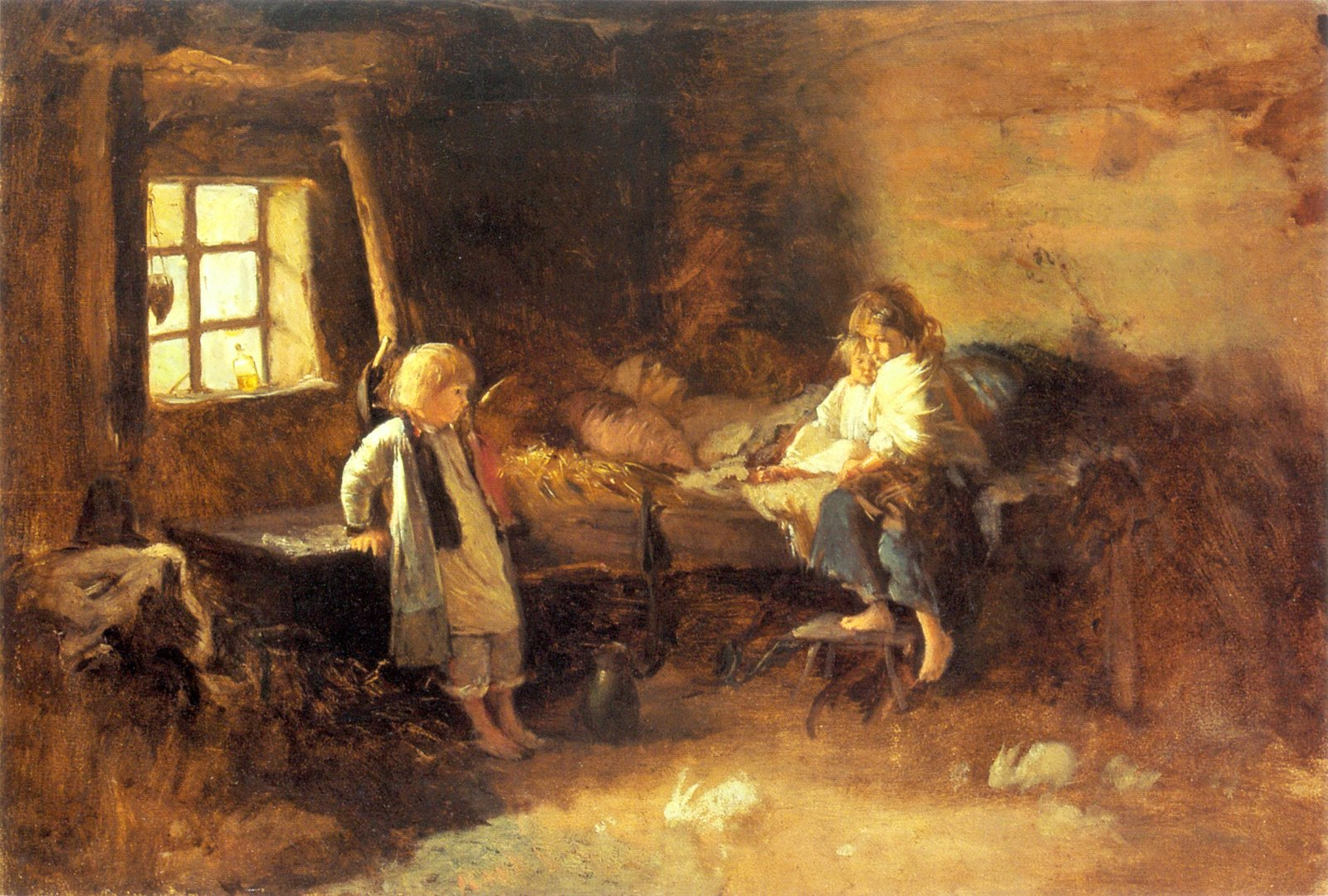
Картина Олександра Коциса «Матула померла», 1868 р.

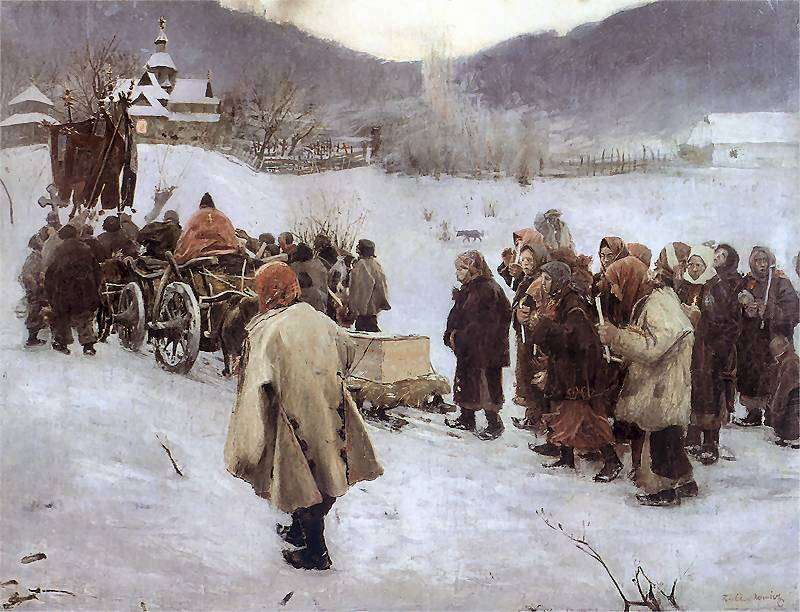
«Гуцульський похорон» Картина Теодора Аксентовича, 1882 р.

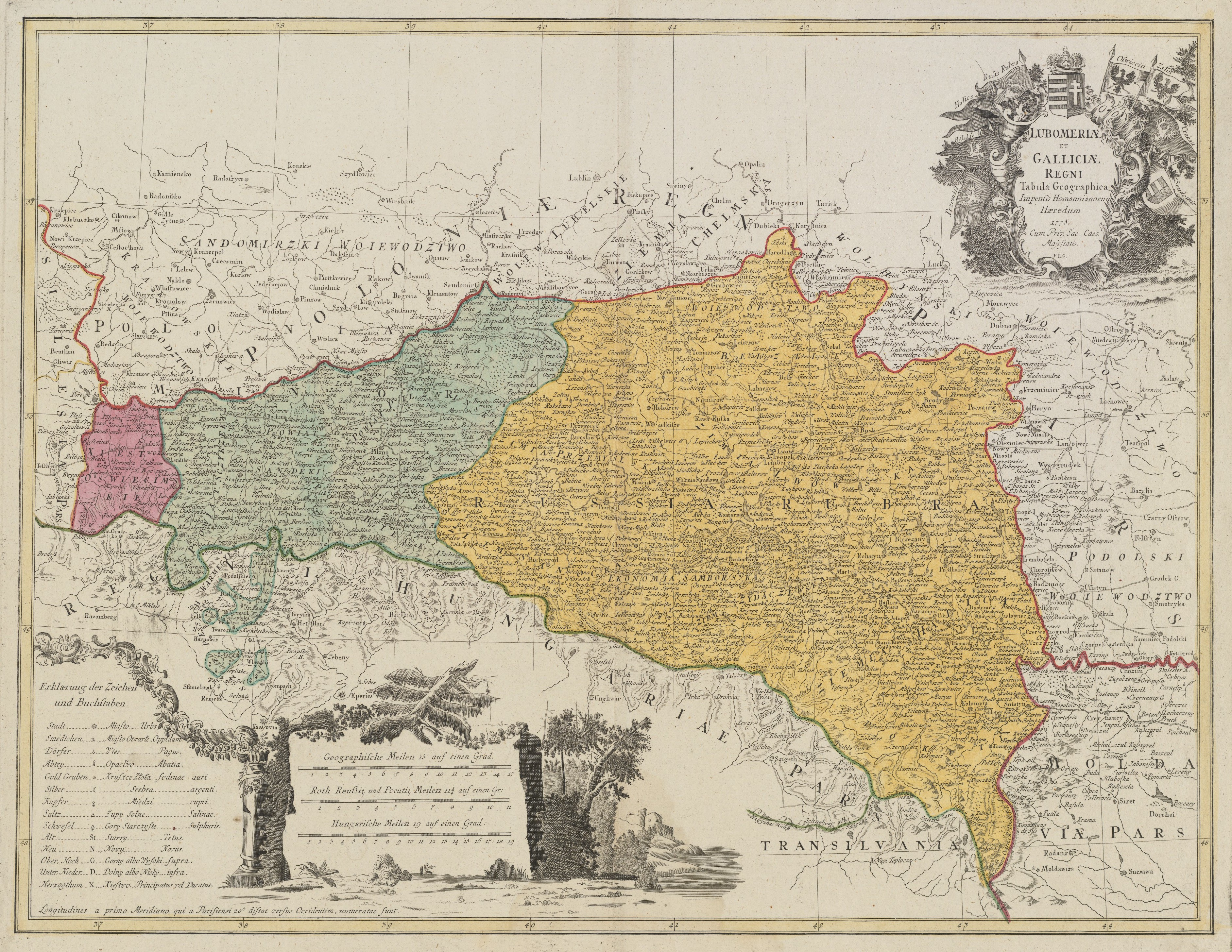
Карта Королівства Галичини та Лодомерії 1775 р., позначена на кольоровому тлі:
жовтий — Червона Русь (Russia Rubra)
зелений — Малопольща (Polonia Minor)
червоний — Герцогство Освенцим

Голод у Галичині — серія голодів, що відбувалися на території Королівства Галичини та Володимирії, яка була поділена Австрією, провінції або коронної країни Австрійської імперії, протягом практично всього XIX століття (найбільший із них стався у 1847—1848 рр.), головним чином у сільській місцевості. Спричинений головним чином стихійними лихами (переважно повенями та чумою) і посилена перенаселенням і жахливою гігієною мешканців сільської місцевості того часу. Вони призвели до широкого поширення бідності, недоїдання, спалахів епідемій (черевного тифу та холери), у середньому 50 000 смертей на рік та масової еміграції, серед іншого до Північної Америки.

## Передумови
Безпосередніми причинами голоду були погані погодні умови та чума (зокрема картопляний фітофтороз). Однак існували не менш серйозні історичні та соціальні чинники, які зробили голод у Галичині більш імовірним і з більш серйозними наслідками, ніж в інших регіонах Європи.
Галичина після поділів Першої польської республіки увійшла до складу Габсбурзької монархії, згодом — Австрійської імперії, а потім Австро-Угорщини, протягом усього свого періоду була найбіднішою коронною країною.
Це була найбільш густонаселена територія Європи. За різними статистичними даними, тут проживало близько чотирьох мільйонів людей, що було значною цифрою з огляду на реалії того часу. У той час не було поняття статевого виховання чи контрацепції. Для сімей було нормою мати до десяти дітей. Часто жінки народжували раз на два роки. Перенаселення в Галичині було настільки серйозним, що його іноді порівнюють із ситуацією в Індії та Китаї.
Продуктивність сільського господарства галицьких селян була однією з найнижчих у Європі, що пояснювалося використанням примітивної техніки землеробства, яка мало чим відрізнялася від середньовіччя. У Галичині існувала модель сільськогосподарських угідь, довгі та вузькі ділянки на рівнинах і короткі та вузькі ділянки в гірських районах. Галичина, що охоплює нинішнє Малопольське воєводство, Підкарпатське воєводство та Західну Україну, лежить на північному боці Карпатської дуги. Через геологічне утворення тутешні землі були малородючими, а врожаї були в рази нижчими, ніж в інших районах. Тому було забагато людей і мало варіантів їжі. Становище погіршилося після скасування кріпосного права, коли селяни внаслідок поділу панських маєтків отримали власні наділи.
Видання Станіслава Щепановського, видане 1888 р. у Львові під назвою Убогість Галичини в чисельності та програма бурхливого розвитку національної економіки малюють жахливу картину провінції, де 50 % дітей помирають, не досягнувши 5 років. У 1900 р. на 9 тис. мешканців припадав один лікар, а в Борщівському повіті на 100 тис. жителів не було жодної лікарні. У 33 % міст не було школи, а на 91 учня припадав один учитель. Структура землекористування була неповноцінною: понад 40 % площ перебувало в руках 2,4 тис. осіб. великих власників, тоді як 80 % селян мали господарства менше ніж 4 га.
Ані польські землевласники, ані австрійський уряд і двір не виявляли великого інтересу до таких реформ, як індустріалізація, яка б порушила існуючу систему, у якій Галичина була постачальником сільськогосподарської продукції для решти Імперії та ринком для нижчої промислової продукції, ситуація вигідна як уряду у Відні, так і землевласникам. Органи поділу ставилися до Галичини більше як до колонії, яку можна розглядати як іншу країну, а її мешканців експлуатували на користь решти країни та обкладали надмірними податками, замість того, щоб інвестувати в її розвиток.
Унаслідок цього галицькі селяни надто недоїдали, щоб нормально працювати. Нестача їжі призвела до слабкої стійкості до таких хвороб, як холера, тиф, віспа та сифіліс. Майже постійний голод у Галичині, що спричиняв 50 000 смертей на рік, описується як ендемічний. Галицька бідність стала причиною поширення для провінції (Galicia and Lodomeria) глузливої назви Golicja i Głodomeria, що включає гру польських слів, відповідно, «голий» і «голодний». У відповідь на бідність і відсутність реформ багато жителів вирішили емігрувати в інші частини Австрії, Європи, а також через Атлантичний океан, головним чином до Сполучених Штатів.
Наприкінці першої половини XIX століття голод охопив різні частини Європи та світу. Зокрема, увійшла в історію трагедія Ірландії, де в 1847-48 роках через це та супутні епідемії голоду померло близько мільйона людей. Ця трагедія також торкнулася польських земель під владою трьох держав-поділів. Як і в Ірландії, причиною був картопляний фітофтороз, який викликав гниття картоплі, яка була основою харчування населення. Лише в Королівстві Польському врожай 1847 року становив 45 відсотків середнього врожаю 1843-45 років. Через це в російському поділі загинуло майже п'ять відсотків населення. У Сілезії в деяких районах рівень смертності сягав 10 відсотків. Проте найбільше голодний катаклізм вдарив по Галичині. Британський історик Норман Дейвіс описує ситуацію в Галичині як більш відчайдушну, ніж в Ірландії, тому це був, мабуть, найбідніший регіон Європи.

## Хронологія

### Перші голоди
Перші голоди в Галичині були в 1804—1806 та 1811—1813 роках. Наступний відбувся у 1832 році. Роком раніше (1831) епідемія холери в Галичині призвела до смерті понад 100 000 людей.

### Великий голод у Галичині (1847—1848)
У 1844 році значна частина зерна та посівів була знищена через сильні зливи та викликані ними повені. Це поклало початок найбільшому голоду в Галичині, який тривав до 1848 року. У 1845—1846 роках посіви картоплі були вражені фітофторозом і сталися великі повені. У 1846—1847 роках голод був ще більше посилений соціальними заворушеннями, пов'язаними з Краківським повстанням і галицькою різаниною.
Окрім сільського населення, голод торкнувся й міських жителів. За підрахунками, лише у 1847 році голод та епідемії тифу та холери вразили приблизно 90 % населення Галичини та забрали щонайменше 227 000 життів. У свою чергу, у 1848 році близько 140 000 жертв. У цьому ж році з'явилися перші повідомлення про канібалізм, хоча він фіксувався і в інші роки.
Великий голод 1840-х закінчився в 1848 році, хоча наступного року він міг забрати щонайменше ще 40 000 життів. Остаточна кількість загиблих за цей період оцінюється в понад 400 000 осіб.

### Пізніші випадки
У 1850 році знову стався голод через чергову картопляну хворобу.
Наступні випадки голоду зафіксовані в наступних роках: 1853—1854, 1855, 1865—1866, 1871—1872, 1876, 1880 і 1889.
У 1913 році голод охопив багато територій Східної Європи, зокрема Галичину.

## Виноски
1. 1 2 3 4 5 6 7  The Nation In The Village: The Genesis Of Peasant National Identity In Austrian Poland, 1848–1914 (англ.). Cornell University Press. 28 lutego 2005. с. 26. ISBN 978-0-8014-8996-9.
2. 1 2 3 4 5  God’s Playground A History of Poland: Volume II: 1795 to the Present (англ.). Oxford University Press. 24 lutego 2005. с. 106–108. ISBN 978-0-19-925340-1.
3. 1 2  Oil empire (англ.). Harvard University Press. 2005. с. 44–45. ISBN 978-0-674-03718-2.
4. 1 2 3  „Od powietrza, głodu, ognia i wojny...” – czyli o losie mieszkańców Galicji w XIX wieku. Poinformowani.pl (пол.).
5. 1 2 3  The Ukrainians in Galicia Under Austrian Rule. Nationalbuilding and the politics of nationalism: essays on Austrian Galicia (англ.). Harvard University Press. 1982. с. 52. ISBN 978-0-674-60312-7.
6. ↑  The Ukrainians in Galicia Under Austrian Rule. Essays in Modern Ukrainian History (англ.). Cambridge, Massachusetts: Harvard University Press. 1988. с. 315. ISBN 9780916458195.
7. ↑  The Nation In The Village: The Genesis Of Peasant National Identity In Austrian Poland, 1848–1914 (англ.). Cornell University Press. 28 lutego 2005. с. 24–25. ISBN 978-0-8014-8996-9.
8. ↑  The Nation In The Village: The Genesis Of Peasant National Identity In Austrian Poland, 1848–1914 (англ.). Cornell University Press. 28 lutego 2005. с. 27. ISBN 978-0-8014-8996-9.
9. ↑  Andrzej Chojnowski, Jan J. Bruski, Ukraina, Wydawnictwo Trio, Warszawa 2006.
10. 1 2  Oil empire (англ.). Harvard University Press. 2005. с. 47. ISBN 978-0-674-03718-2.
11. ↑  Eastern Europe: an introduction to the people, lands, and culture (англ.). ABC-CLIO. 2005. с. 53. ISBN 978-1-57607-800-6.
12. ↑  Tadeusz Chrzanowski: Kresy, czyli Obszary tęsknot, Wydawnictwo Literackie Kraków 2010, ISBN 978-83-08-04336-3.
13. ↑  The ethnic experience in Pennsylvania (англ.). Bucknell University Press. 1973. с. 48. ISBN 978-0-8387-1155-2.
14. 1 2 3  General Demography of Poland (англ.). Committee for the Polish Encyclopaedic Publications. 1921. с. 142.
15. 1 2  Losy Polaków w XIX-XX w: studia ofiarowane prof. Stefanowi Kieniewiczowi w osiemdziesiątą rocznicę Jego urodzin (англ.). Państwowe Wydawnictwo Naukowe. 1987. с. 61. ISBN 978-83-01-06985-8.
16. ↑  Jak Pan Bóg epidemią Galicję biczował. sdm.upjp2.edu.pl (пол.).
17. ↑  Ruch chłopski w Galicji w 1846 roku. Wrocław: Zakład Narodowy im. Ossolińskich. 1951. с. 328.
18. ↑  W królestwie Galicji i Lodomerii. Kraków: Wydawnictwo Literackie. 1976. с. 175.
19. ↑  Science of Judaism and Galician Haskalah (англ.). KTAV Publishing House, Inc. 1977. с. 104. ISBN 978-0-87068-491-3.
20. 1 2 3 4  Oil empire (англ.). Harvard University Press. 2005. с. 45. ISBN 978-0-674-03718-2.
21. ↑  Jan Zadoks: On the political economy of plant disease epidemics. Capita selecta in historical epidemiology. Wageningen: Wageningen Academic Publishers, 2008, s. 102. ISBN 9789086860869. [dostęp 2022-05-08].  [] Помилка: {{Lang}}: немає тексту (допомога)
22. ↑  John E. Bodnar: The ethnic experience in Pennsylvania. Bucknell University Press, 1973, s. 45. ISBN 978-0-8387-1155-2. [dostęp 2013-04-08].  [] Помилка: {{Lang}}: немає тексту (допомога)
23. ↑  Chociaż, jak pokazuje analiza śmierci pod koniec lat czterdziestych XIX wieku, wiele szacunków dotyczących zgonów sumuje te z głodu i chorób[22]. Większość przypisuje się tyfusu po głodzie spowodowanym zarazą ziemniaczaną[23].
24. 1 2  Dzieje Stronnictwa Ludowego w Galicji (пол.). Ludowa Spółdzielnia Widawnicza. 1956. с. 19.
25. ↑  The Idea of Galicia: History and Fantasy in Habsburg Political Culture (англ.). Stanford University Press. 9 stycznia 2012. с. 256. ISBN 978-0-8047-7429-1.
26. ↑  Trapped in a Nightmare: The Story of an American Girl Growing Up in the Nazi Slave Labor Camps (англ.). iUniverse. 10 maja 2011. с. 12–13. ISBN 978-1-4620-1128-5.